# Cœuvres
Cœuvres est une localité de Cœuvres-et-Valsery, dont elle est le chef-lieu, et une ancienne commune française, située dans le département de l'Aisne en région Hauts-de-France.

## Histoire
La commune de Cœuvres a été créée lors de la Révolution française. Le 29 mai 1830, elle est supprimée par ordonnance et elle fusionne avec la commune voisine de Valsery. La nouvelle entité prend le nom de Cœuvres-et-Valsery.

## Administration
Jusqu'à sa fusion avec Valsery en 1845, la commune faisait partie du canton de Vic-sur-Aisne dans le département de l'Aisne. Elle appartenait aussi à l'arrondissement de Soissons depuis 1801 et au district de Soissons entre 1790 et 1795. La liste des maires de Cœuvres est :
| Période                                  | Période | Identité | Étiquette | Qualité |
| ---------------------------------------- | ------- | -------- | --------- | ------- |
|                                          |         |          |           |         |
| Les données manquantes sont à compléter. |         |          |           |         |

## Démographie
Jusqu'en 1830, la démographie de Cœuvres était :
| 1793 | 1800 | 1806 | 1821 |
| ---- | ---- | ---- | ---- |
| 437  | 472  | 483  | 528  |